# 犬塚正陽
犬塚 正陽（いぬづか まさはる）1785年(天明五年)〜1861年5月11日(文久元年4月2日)は幕末の人物、幕末の彦根藩士、彦根藩の家老。通称は犬塚外記。1785年(天明五年)に生まれた。井伊直亮と井伊直弼に仕えた。直弼の幼少期の頃から近くにいて何でも相談できる相手だった。直弼が江戸に出てきたあと、彦根に残した娘の世話を直弼は正陽に頼んだ。直弼の相談役、相談相手、家老として活躍していたため、直弼から信頼された。そのため祖父と慕われた。1828年(文政11年）に井伊直亮の側役になった。1845年(弘化2年）に直亮より側勤評定役の一人に選ばれた。1861年(文久元年4月2日)5月11日に死去。享年77。

## 犬塚正陽を演じた人物
- 1963年大河ドラマ　花の生涯（nhk)
  - 演　中村芝鶴

- 1974年　花の生涯（日本テレビ）
  - 演　加藤嘉

- 1988年　12時間超ワイドドラマ（新春ワイド時代劇）花の生涯井伊大老と桜田門（日本テレビ）
  - 演　加藤嘉

- 1953年　映画[[花の生涯 彦根篇 江戸篇]]（松竹）
  - 演　薄田研二